# Cowessess 73
Cowessess 73 är ett reservat i Kanada.   Det ligger i provinsen Saskatchewan, i den sydöstra delen av landet, 2 100 km väster om huvudstaden Ottawa.
Trakten runt Cowessess 73 består till största delen av jordbruksmark. Trakten runt Cowessess 73 är nära nog obefolkad, med mindre än två invånare per kvadratkilometer.